# Upsilon2 Centauri
Pour les articles homonymes, voir Upsilon Centauri.
Désignations
Upsilon2 Centauri (υ2 Cen) est une étoile binaire de la constellation australe du Centaure. Elle est visible à l'œil nu avec une magnitude apparente de 4,33. Le système présente une parallaxe annuelle de 2,57 mas telle que mesurée par le satellite Hipparcos, ce qui permet d'en déduire qu'il est distant d'environ 400 pc (∼1 300 al) de la Terre. Le système possède une vitesse particulière d'environ 39 km/s par rapport à ses voisins, et il pourrait être en fuite.
Upsilon2 Centauri est une binaire spectroscopique à raies simples avec une période orbitale de 207,357 jours et une excentricité de 0,55. Sa composante visible est classée comme un hybride entre une géante et une géante lumineuse jaune-blanc de type spectral F7 II/III. Elle est âgée autour de 46 millions d'années et elle fait 6,9 fois la masse du Soleil. L'étoile est environ 3 900 fois plus lumineuse que le Soleil et sa température de surface est de 6 495 K.